# Udalrich Ier d'Eichstätt
 (février 2021).
Si vous disposez d'ouvrages ou d'articles de référence ou si vous connaissez des sites web de qualité traitant du thème abordé ici, merci de compléter l'article en donnant les références utiles à sa vérifiabilité et en les liant à la section « Notes et références ».
Udalrich Ier (mort le 17 novembre 1099 probablement à Eichstätt) est évêque d'Eichstätt de 1075 à sa mort.

## Biographie
Au moment de la querelle des Investitures, Udalrich est fidèle à l'empereur Henri IV. En 1076, il participe au synode de Worms, qui s'oppose au pape Grégoire VII. Par gratitude, le souverain accorde à l'évêché d'Eichstätt un wildbann en 1080 dans les Gauen de Rodmaresperch (Ruppmannsburg) et de Solzgowe (Sulzgau). En 1085, les partisans de Henri et donc Udalrich réitèrent la condamnation de Grégoire VII lors d'un synode à Mayence et soutiennent l'antipape Clément II. De son côté, le Pape est avec l'antiroi Conrad de Basse-Lotharingie qui a l'anathème des partisans impériaux. En 1091, Udalrich reçoit le village de Greding, mais deux ans plus tard, il doit le rendre sur ordre impérial, ce qui détériore les relations entre Udalrich et la dynastie. Il n'apparaît plus avec l'empereur.
Udalrich obtient le surhuméral pour l'évêché.